# コタベ
株式会社コタベ （こたべ、英: KOTABE CO.,LTD）は、山口県下関市に本社を置き、電子材料関連、官公庁、自動車関連、鉄鋼、食品等の各分野へ化学品をはじめとして、設備機器・食品添加物等の様々な商品を、国内及び国外にて取引する化学品専門商社である。1953年4月創業。

## 沿革
- 1953年4月 山口県下関市にて小田部正徳が「株式会社小田部商店」創業
- 1978年7月 社名を「株式会社コタベ」へ変更
- 1981年10月 鹿児島県日置市に鹿児島営業所を開設
- 1997年7月 下関市長府扇町に扇町倉庫開設
- 1998年10月 本社屋を新築、経理部・不動産管理部を総務部に統合
- 2001年8月 本社「ISO14001」認証取得
- 2002年8月 鹿児島営業所「ISO14001」認証取得
- 2004年3月 本社及び鹿児島営業所「ISO9001」認証取得
- 2006年10月 福岡県大牟田市に「大牟田営業所」を開設
- 2010年1月 宮崎県宮崎市に「宮崎物流センター」を開設
- 2012年9月 山口県男女共同参画推進事業の事業者の認証を受ける[2]

## 事業所

### 本社
- 山口県下関市長府港町10番44号

### 営業拠点
- 宇部営業所（山口県宇部市）
- 小倉営業所（福岡県北九州市）
- 福岡営業所（福岡県糟屋郡）
- 大牟田営業所（福岡県大牟田市）
- 大分営業所（大分県大分市）
- 鹿児島営業所（鹿児島県日置市）
- 大口営業所（鹿児島県伊佐市）
- 宮崎営業所（宮崎県児湯郡）
- 宇佐出張所（大分県宇佐市）

### 物流センター
- 扇町倉庫（山口県下関市）
- 宮崎物流センター（宮崎県宮崎市）

## 営業品目
- 化学薬品
- 食品添加物
- 金属・金属化合物
- 合成樹脂
- 設備機器
- 梱包資材
- 高圧ガス
- ドライアイス